# Risultati sportivi di Michele Alboreto

Michele Alboreto (1981)

I risultati sportivi di Michele Alboreto comprendono i risultati, le statistiche e i record del pilota automobilistico italiano Michele Alboreto.

## Formula 3

### Campionato italiano
Risultati ottenuti da Michele Alboreto nel Campionato italiano di Formula 3.
| Anno    | Scuderia   | Vettura   | Motore              | 1      | 2      | 3     | 4     | 5     | 6     | 7     | 8     | 9     | 10    | 11    | 12    | 13    | 14      | 15    | Punti | Pos. |
| ------- | ---------- | --------- | ------------------- | ------ | ------ | ----- | ----- | ----- | ----- | ----- | ----- | ----- | ----- | ----- | ----- | ----- | ------- | ----- | ----- | ---- |
| 1979    | Euroracing | March 793 | Alfa Romeo / Toyota | VAL 12 | VAR SQ | MIS 5 | VAR 3 | VAR 2 | MAG 1 | PER 4 | MNZ 3 | MIS 1 | MNZ 3 | VAR 4 | MUG 3 | MNZ 4 | VAL Rit | IMO 1 | 47    | 2°   |
| 1980    | ?          | ?         | ?                   | ?      | ?      | ?     | ?     | ?     | ?     | ?     | ?     | ?     | ?     | ?     | ?     | ?     | ?       | ?     | 25    | 3°   |
| Legenda |            |           |                     |        |        |       |       |       |       |       |       |       |       |       |       |       |         |       |       |      |

### Campionato europeo
Risultati ottenuti da Michele Alboreto nel Campionato europeo di Formula 3.
| Anno    | Scuderia                          | Vettura   | Motore     | 1      | 2     | 3      | 4       | 5      | 6     | 7     | 8     | 9       | 10    | 11    | 12      | 13    | 14    | Punti | Pos. |
| ------- | --------------------------------- | --------- | ---------- | ------ | ----- | ------ | ------- | ------ | ----- | ----- | ----- | ------- | ----- | ----- | ------- | ----- | ----- | ----- | ---- |
| 1979    | Scuderia Derby Corse / Euroracing | March 793 | Toyota     | VAL 12 | NUR - | SPI 5  | ZOL 2   | MAG 19 | DON - | ZAN - | PER 4 | MNZ 3   | KNU - | KIN - | JAR -   | KAS - |       | 19    | 6°   |
| 1980    | Euroracing                        | March 803 | Alfa Romeo | NUR 3  | SPI 1 | ZOL 13 | MAG Rit | ZAN 4  | LAC 1 | MUG 2 | MNZ 1 | MIS Rit | KNU 4 | SIL 3 | JAR Rit | KAS 1 | ZOL 3 | 60    | 1°   |
| Legenda |                                   |           |            |        |       |        |         |        |       |       |       |         |       |       |         |       |       |       |      |

### Gare extra Campionato
Risultati ottenuti da Michele Alboreto in gare di Formula 3 non inserite nei campionati nazionali e internazionali.
| Anno | Paese              | Gara                  | Squadra    | Vettura   | Motore     | Ris. |
| ---- | ------------------ | --------------------- | ---------- | --------- | ---------- | ---- |
| 1979 | Monaco (bandiera)  | Gran Premio di Monaco | Euroracing | March 793 | Toyota     | Rit  |
| 1979 | Austria (bandiera) | Gran Premio d'Austria | Euroracing | March 793 | Toyota     | 1    |
| 1980 | Monaco (bandiera)  | Gran Premio di Monaco | Euroracing | March 803 | Alfa Romeo | 2    |
| 1980 | Austria (bandiera) | Gran Premio d'Austria | Euroracing | March 803 | Alfa Romeo | 1    |

## Formula 2
Risultati completi da Michele Alboreto nel Campionato europeo di Formula 2.
| Anno    | Scuderia     | Costruttore | Vettura | Motore | 1      | 2     | 3       | 4     | 5       | 6      | 7       | 8     | 9     | 10    | 11    | 12    | Punti | Risultato |
| ------- | ------------ | ----------- | ------- | ------ | ------ | ----- | ------- | ----- | ------- | ------ | ------- | ----- | ----- | ----- | ----- | ----- | ----- | --------- |
| 1981    | Minardi Team | Minardi     | Fly 281 | BMW    | SIL 11 | HOC 8 | THR Rit | NUR 8 | VAL Rit | MUG 14 | PAU Rit | PER 3 | SPA 8 | DON - | MIS 1 | MAN - | 13    | 8°        |
| Legenda |              |             |         |        |        |       |         |       |         |        |         |       |       |       |       |       |       |           |

Complessivamente disputò dieci gare di Formula 2 inserite nel Campionato europeo (tutte con la Minardi) concludendone sei e si ritirò quattro volte. Ottenne una pole position, un giro più veloce, una vittoria ed un terzo posto.

## Formula 1

### Campionato mondiale
Risultati completi ottenuti da Michele Alboreto nel Campionato mondiale di Formula 1.
| 1981 | Scuderia | Vettura   |  |  |  |     |    |     |    |    |     |    |     |   |     |    |    |  |  | Punti | Pos. |
| ---- | -------- | --------- |  |  |  | --- | -- | --- | -- | -- | --- | -- | --- | - | --- | -- | -- |  |  | ----- | ---- |
| 1981 | Tyrrell  | 010 e 011 |  |  |  | Rit | 12 | Rit | NQ | 16 | Rit | NQ | Rit | 9 | Rit | 11 | 13 |  |  | 0     |      |

| 1982 | Scuderia | Vettura |   |   |   |   |     |    |     |     |   |    |   |   |     |   |   |   |  | Punti | Pos. |
| ---- | -------- | ------- | - | - | - | - | --- | -- | --- | --- | - | -- | - | - | --- | - | - | - |  | ----- | ---- |
| 1982 | Tyrrell  | 011     | 7 | 4 | 4 | 3 | Rit | 10 | Rit | Rit | 7 | NC | 6 | 4 | Rit | 7 | 5 | 1 |  | 25    | 8º   |

| 1983 | Scuderia | Vettura   |     |   |   |     |     |    |   |   |    |     |     |   |     |     |     |  |  | Punti | Pos. |
| ---- | -------- | --------- | --- | - | - | --- | --- | -- | - | - | -- | --- | --- | - | --- | --- | --- |  |  | ----- | ---- |
| 1983 | Tyrrell  | 011 e 012 | Rit | 9 | 8 | Rit | Rit | 14 | 1 | 8 | 13 | Rit | Rit | 6 | Rit | Rit | Rit |  |  | 10    | 12º  |

| 1984 | Scuderia | Vettura |     |    |   |     |     |   |     |     |     |   |     |   |     |   |   |   |  | Punti | Pos. |
| ---- | -------- | ------- | --- | -- | - | --- | --- | - | --- | --- | --- | - | --- | - | --- | - | - | - |  | ----- | ---- |
| 1984 | Ferrari  | 126 C4  | Rit | 11 | 1 | Rit | Rit | 6 | Rit | Rit | Rit | 5 | Rit | 3 | Rit | 2 | 2 | 4 |  | 30,5  | 4º   |

| 1985 | Scuderia | Vettura |   |   |     |   |   |   |     |   |   |   |   |    |     |     |     |     |  | Punti | Pos. |
| ---- | -------- | ------- | - | - | --- | - | - | - | --- | - | - | - | - | -- | --- | --- | --- | --- |  | ----- | ---- |
| 1985 | Ferrari  | 156-85  | 2 | 2 | Rit | 2 | 1 | 3 | Rit | 2 | 1 | 3 | 4 | 13 | Rit | Rit | Rit | Rit |  | 53    | 2º   |

| 1986 | Scuderia | Vettura |     |     |    |     |   |   |   |   |     |     |     |   |     |   |     |     |  | Punti | Pos. |
| ---- | -------- | ------- | --- | --- | -- | --- | - | - | - | - | --- | --- | --- | - | --- | - | --- | --- |  | ----- | ---- |
| 1986 | Ferrari  | F1-86   | Rit | Rit | 10 | Rit | 4 | 8 | 4 | 8 | Rit | Rit | Rit | 2 | Rit | 5 | Rit | Rit |  | 14    | 9º   |

| 1987 | Scuderia | Vettura |   |   |     |   |     |     |     |     |     |     |     |     |    |     |   |   |  | Punti | Pos. |
| ---- | -------- | ------- | - | - | --- | - | --- | --- | --- | --- | --- | --- | --- | --- | -- | --- | - | - |  | ----- | ---- |
| 1987 | Ferrari  | F1-87   | 8 | 3 | Rit | 3 | Rit | Rit | Rit | Rit | Rit | Rit | Rit | Rit | 15 | Rit | 4 | 2 |  | 17    | 7º   |

| 1988 | Scuderia | Vettura   |   |    |   |   |     |     |   |    |   |     |     |   |   |     |    |     |  | Punti | Pos. |
| ---- | -------- | --------- | - | -- | - | - | --- | --- | - | -- | - | --- | --- | - | - | --- | -- | --- |  | ----- | ---- |
| 1988 | Ferrari  | F1-87/88C | 5 | 18 | 3 | 4 | Rit | Rit | 3 | 17 | 4 | Rit | Rit | 2 | 5 | Rit | 11 | Rit |  | 24    | 5º   |

| 1989 | Scuderia            | Vettura           |    |    |   |   |     |     |  |  |     |     |     |     |    |     |    |     |  | Punti | Pos. |
| ---- | ------------------- | ----------------- | -- | -- | - | - | --- | --- |  |  | --- | --- | --- | --- | -- | --- | -- | --- |  | ----- | ---- |
| 1989 | Tyrrell / Larrousse | 017B e 018 / LC89 | 10 | NQ | 5 | 3 | Rit | Rit |  |  | Rit | Rit | Rit | Rit | 11 | NPQ | NQ | NPQ |  | 6     | 11º  |

| 1990 | Scuderia | Vettura |    |     |    |    |     |    |    |     |     |    |    |    |   |    |     |    |  | Punti | Pos. |
| ---- | -------- | ------- | -- | --- | -- | -- | --- | -- | -- | --- | --- | -- | -- | -- | - | -- | --- | -- |  | ----- | ---- |
| 1990 | Arrows   | A11     | 10 | Rit | NQ | NQ | Rit | 17 | 10 | Rit | Rit | 12 | 13 | 12 | 9 | 10 | Rit | NQ |  | 0     |      |

| 1991 | Scuderia | Vettura     |     |    |    |     |     |     |     |     |    |    |     |    |    |     |    |    |  | Punti | Pos. |
| ---- | -------- | ----------- | --- | -- | -- | --- | --- | --- | --- | --- | -- | -- | --- | -- | -- | --- | -- | -- |  | ----- | ---- |
| 1991 | Footwork | A11C e FA12 | Rit | NQ | NQ | Rit | Rit | Rit | Rit | Rit | NQ | NQ | NPQ | NQ | 15 | Rit | NQ | 13 |  | 0     |      |

| 1992 | Scuderia | Vettura |    |    |   |   |   |   |   |   |   |   |   |     |   |   |    |     |  | Punti | Pos. |
| ---- | -------- | ------- | -- | -- | - | - | - | - | - | - | - | - | - | --- | - | - | -- | --- |  | ----- | ---- |
| 1992 | Footwork | FA13    | 10 | 13 | 6 | 5 | 5 | 7 | 7 | 7 | 7 | 9 | 7 | Rit | 7 | 6 | 15 | Rit |  | 6     | 10º  |

| 1993 | Scuderia        | Vettura     |     |    |    |    |    |     |    |    |    |    |     |    |     |     |  |  |  | Punti | Pos. |
| ---- | --------------- | ----------- | --- | -- | -- | -- | -- | --- | -- | -- | -- | -- | --- | -- | --- | --- |  |  |  | ----- | ---- |
| 1993 | Scuderia Italia | Lola T93/30 | Rit | 11 | 11 | NQ | NQ | Rit | NQ | NQ | NQ | 16 | Rit | 14 | Rit | Rit |  |  |  | 0     |      |

| 1994 | Scuderia | Vettura      |     |     |     |   |     |    |     |     |     |   |   |     |    |    |     |     |  | Punti | Pos. |
| ---- | -------- | ------------ | --- | --- | --- | - | --- | -- | --- | --- | --- | - | - | --- | -- | -- | --- | --- |  | ----- | ---- |
| 1994 | Minardi  | M193B e M194 | Rit | Rit | Rit | 6 | Rit | 11 | Rit | Rit | Rit | 7 | 9 | Rit | 13 | 14 | Rit | Rit |  | 1     | 24º  |

| Legenda | 1º posto     | 2º posto | 3º posto    | A punti         | Senza punti/Non class.  | Grassetto – Pole position Corsivo – Giro più veloce |
| Legenda | Squalificato | Ritirato | Non partito | Non qualificato | Solo prove/Terzo pilota | Grassetto – Pole position Corsivo – Giro più veloce |

Complessivamente disputò 194 Gran Premi di Formula 1 validi per il Campionato mondiale portandone a termine 92 mentre in 102 occasioni si ritirò; risulta non qualificato o non prequalificato in 23 gare per un totale di 217 tentativi di qualifica. Ottenne 2 pole position (entrambe con la Ferrari), 5 giri veloci (1 con la Tyrrell e 4 con la Ferrari), 5 vittorie (2 con la Tyrrell e 3 con la Ferrari) e 23 podi (4 con la Tyrrell e 19 con la Ferrari) e 186,5 punti iridati.

### Costruttori
Statistiche dei risultati ottenuti da Michele Alboreto nel Campionato mondiale piloti suddivisi per costruttori.
| Paese                  | Costruttore | Gare | Arrivi | Ritiri | Pole position | Giri veloci | Vittorie | Hat trick | Podi |
| ---------------------- | ----------- | ---- | ------ | ------ | ------------- | ----------- | -------- | --------- | ---- |
| Regno Unito (bandiera) | Arrows      | 13   | 7      | 6      | 0             | 0           | 0        | 0         | 0    |
| Italia (bandiera)      | Ferrari     | 80   | 34     | 46     | 2             | 4           | 3        | 0         | 19   |
| Regno Unito (bandiera) | Footwork    | 25   | 16     | 9      | 0             | 0           | 0        | 0         | 0    |
| Regno Unito (bandiera) | Lola        | 14   | 5      | 9      | 0             | 0           | 0        | 0         | 0    |
| Italia (bandiera)      | Minardi     | 16   | 6      | 10     | 0             | 0           | 0        | 0         | 0    |
| Regno Unito (bandiera) | Tyrrell     | 46   | 24     | 22     | 0             | 1           | 2        | 0         | 4    |
| Totali                 |             | 194  | 92     | 102    | 2             | 5           | 5        | 0         | 23   |

## Prototipi

### Campionato mondiale sportprototipi
Risultati completi ottenuti da Michele Alboreto nel Campionato mondiale sportprototipi.
| Anno    | Scuderia       | Costruttore | Vettura               | Categoria | 1       | 2       | 3       | 4       | 5        | 6     | 7       | 8       | 9     | 10    | 11    | Punti | Pos. |
| ------- | -------------- | ----------- | --------------------- | --------- | ------- | ------- | ------- | ------- | -------- | ----- | ------- | ------- | ----- | ----- | ----- | ----- | ---- |
| 1980    | Lancia Corse   | Lancia      | Beta Montecarlo Turbo | Gruppo 5  | DAY -   | BRA 2   | MUG 2   | MON -   | SIL 4    | NUR - | LEM -   | WAT 2   | MOS - | VAL - | DIJ - | -     | -    |
| 1981    | Martini Racing | Lancia      | Beta Montecarlo Turbo | Gruppo 5  | DAY 41  | MON -   | SIL -   | NUR -   | LEM 8    | WAT 1 |         |         |       |       |       | -     | -    |
| 1982    | Martini Racing | Lancia      | LC1                   | Gruppo 6  | MON Rit | SIL 1   | NUR 1   | LEM Rit | SPA Rit  | MUG 1 | FUJ Rit | BRA Rit |       |       |       | 63    | 5°   |
| 1983    | Martini Racing | Lancia      | LC2                   | Gruppo C  | MON 9   | GBR Rit | NUR Rit | LEM Rit | SPA 7/11 | FUJ 4 | KYA NA  |         |       |       |       | 2     | 87°  |
| Legenda |                |             |                       |           |         |         |         |         |          |       |         |         |       |       |       |       |      |

Nelle quattro stagioni disputate consecutivamente nel Campionato mondiale sportprototipi prese il via di 21 gare (tutte con la Lancia) concludendone 13, mentre si ritirò in 8 occasioni. Ottenne 4 vittorie, 3 secondi posti, un giro più veloce e 65 punti validi per la classifica piloti, istituita solo dal 1982.

### 24 Ore di Le Mans
Risultati completi ottenuti da Michele Alboreto nella 24 Ore di Le Mans.
| Anno    | Scuderia              | Costruttore | Vettura               | Categoria | Numero | Copilota          | Copilota           | Risultato |
| ------- | --------------------- | ----------- | --------------------- | --------- | ------ | ----------------- | ------------------ | --------- |
| 1981    | Martini Racing        | Lancia      | Beta Montecarlo Turbo | Gruppo 5  | 65     | Eddie Cheever     | Carlo Facetti      | 8°        |
| 1982    | Martini Racing        | Lancia      | LC1                   | Gruppo 6  | 51     | Teo Fabi          | Rolf Stommelen     | Rit       |
| 1983    | Martini Racing        | Lancia      | LC2                   | Gruppo C  | 4      | Teo Fabi          | Alessandro Nannini | Rit       |
| 1996    | Joest Racing          | Porsche     | WSC-95                | LMP 1     | 8      | Pierluigi Martini | Didier Theys       | Rit       |
| 1997    | Joest Racing          | Porsche     | WSC-95                | LMP 1     | 7      | Stefan Johansson  | Tom Kristensen     | 1°        |
| 1998    | Porsche               | Porsche     | LMP1-98               | LMP 1     | 7      | Stefan Johansson  | Yannick Dalmas     | Rit       |
| 1999    | Audi Sport Team Joest | Audi        | R8 Sport              | LMP       | 7      | Rinaldo Capello   | Laurent Aïello     | 4°        |
| 2000    | Audi Sport Team Joest | Audi        | R8 Sport              | LMP 900   | 7      | Rinaldo Capello   | Christian Abt      | 3°        |
| 2001    | Audi Sport            | Audi        | R8 Sport              | LMP 900   | 1/2    | Da definire       | Da definire        | NA        |
| Legenda |                       |             |                       |           |        |                   |                    |           |

Partecipò a otto edizioni della gara (3 con Lancia, 3 con Porsche, 2 con Audi) riuscendo a vincerla una volta (Porsche), ottenendo anche un terzo posto (Audi) e una pole position (Porsche). Iscritto all'edizione del 2001, perse la vita in un incidente mentre collaudava l'Audi R8 in vista della corsa francese, poi vinta dal costruttore tedesco.

### 24 Ore di Daytona
Risultati completi ottenuti da Michele Alboreto nella 24 Ore di Daytona.
| Anno    | Scuderia            | Costruttore | Vettura               | Categoria | Numero | Copilota           | Copilota       | Risultato |
| ------- | ------------------- | ----------- | --------------------- | --------- | ------ | ------------------ | -------------- | --------- |
| 1981    | Martini Racing      | Lancia      | Beta Montecarlo Turbo | Gruppo 5  | 4      | Piercarlo Ghinzani | Beppe Gabbiani | 41°       |
| 1995    | Team Scandia        | Ferrari     | 333 SP                | WSC       | 33     | Stefan Johansson   | Mauro Baldi    | 62°       |
| 1996    | Team Scandia        | Ferrari     | 333 SP                | WSC       | 33     | Mauro Baldi        | Firmin Velez   | 80°       |
| 1997    | Courage Compétition | Courage     | Courage C41           | WSC       | 9      | Da definire        | Da definire    | NA        |
| Legenda |                     |             |                       |           |        |                    |                |           |

E', tra le grandi corse dell'endurance quella statisticamente meno rilevante per la carriera del pilota che partecipò solo tre volte (1 Lancia e 2 Ferrari) senza ottenere risultati di rilievo.

### 12 Ore di Sebring
Risultati completi ottenuti da Michele Alboreto nella 12 Ore di Sebring.
| Anno    | Scuderia     | Costruttore | Vettura       | Categoria | Numero | Copilota        | Copilota          | Risultato |
| ------- | ------------ | ----------- | ------------- | --------- | ------ | --------------- | ----------------- | --------- |
| 1995    | Team Scandia | Ferrari     | 333 SP        | WSC       | 33     | Mauro Baldi     | Eric van de Poele | 4°        |
| 1996    | Team Scandia | Ferrari     | 333 SP        | WSC       | 3      | Mauro Baldi     | Bob Evans         | 2°        |
| 1999    | Audi Sport   | Audi        | Audi R8 Sport | LMP       | 77     | Rinaldo Capello | Stefan Johansson  | 3°        |
| 2000    | Audi Sport   | Audi        | R8 Sport      | LMP       | 77     | Rinaldo Capello | Allan McNish      | 2°        |
| 2001    | Audi Sport   | Audi        | R8 Sport      | LMP       | 1      | Rinaldo Capello | Laurent Aiello    | 1°        |
| Legenda |              |             |               |           |        |                 |                   |           |

Tra le grandi classiche dell'endurance è la gara in cui ottenne i migliori risultati: sempre al traguardo, in tutte le cinque partecipazioni (2 Ferrari e 3 Audi), colse quattro podi consecutivi, tra cui una vittoria (Audi), una pole position (Ferrari) e un giro più veloce (Ferrari). Il pilota con cui condivise più spesso la vettura è Rinaldo Capello (3 gare). L'edizione del 2001 è stata l'ultima vittoria ottenuta in carriera, nonché l'ultima gara disputata prima dell'incidente mortale, occorsogli il mese successivo.

### Bibliografiche e sitografiche
1. ↑  Statsf1, Michele Alboreto.

### Esplicative
1. ↑  Dal Gran Premio di Germania gareggiò con la scuderia Larrousse che utilizzava le Lola LC89.